# Rodrigo Alemán
Rodrigo Alemán (né vers 1470 à Sigüenza ; décédé en 1542 à Plasencia) est un sculpteur castillan.

## Biographie
La biographie de Rodrigo Alemán est incomplète. Il est probablement né en 1470 à Sigüenza, dans la province de Guadalajara, et a été baptisé dans la cathédrale locale sous le nom de Rodrigo Duque. Le nom Alemán (l'Allemand) est peut-être dû à l'origine d'Europe centrale de sa famille. Parmi ses œuvres, on trouve notamment les stalles des cathédrales de Tolède, Ciudad Rodrigo et Plasencia. Les stalles de la cathédrale de Tolède lui sont commandées en 1489 par Isabelle la Catholique pour représenter d'abord vingt, puis au fil du temps cinquante-quatre événements de la Reconquista.
Dans certaines de ses œuvres, on trouve des allusions à des relations érotiques entre moines et femmes, mais aussi des allusions à l'homosexualité. Ces éléments, ainsi que d'autres violations de tabous comme la représentation de diables jouant et d'une personne en situation de handicap, ont entraîné un conflit avec l'Inquisition.

## Œuvres principales
- Stalle de la cathédrale de Tolède.
- Retable de la cathédrale de Tolède de style gothique.
- Stalles de la cathédrale de Ciudad Rodrigo.
- Stalles de la cathédrale de Plasencia.

## Galerie

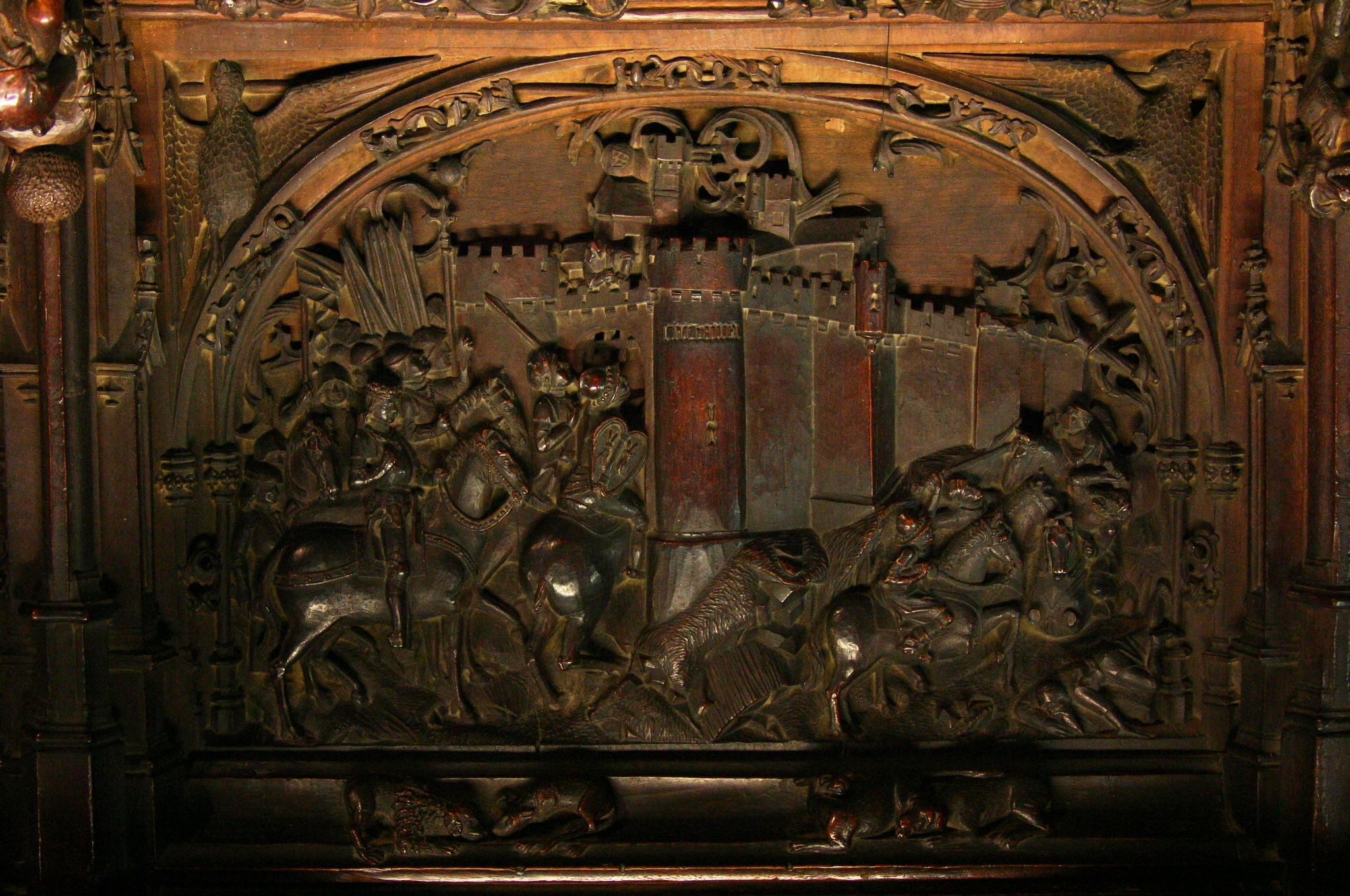
Scène de la guerre de Grenade, stalle de la cathédrale de Tolède.
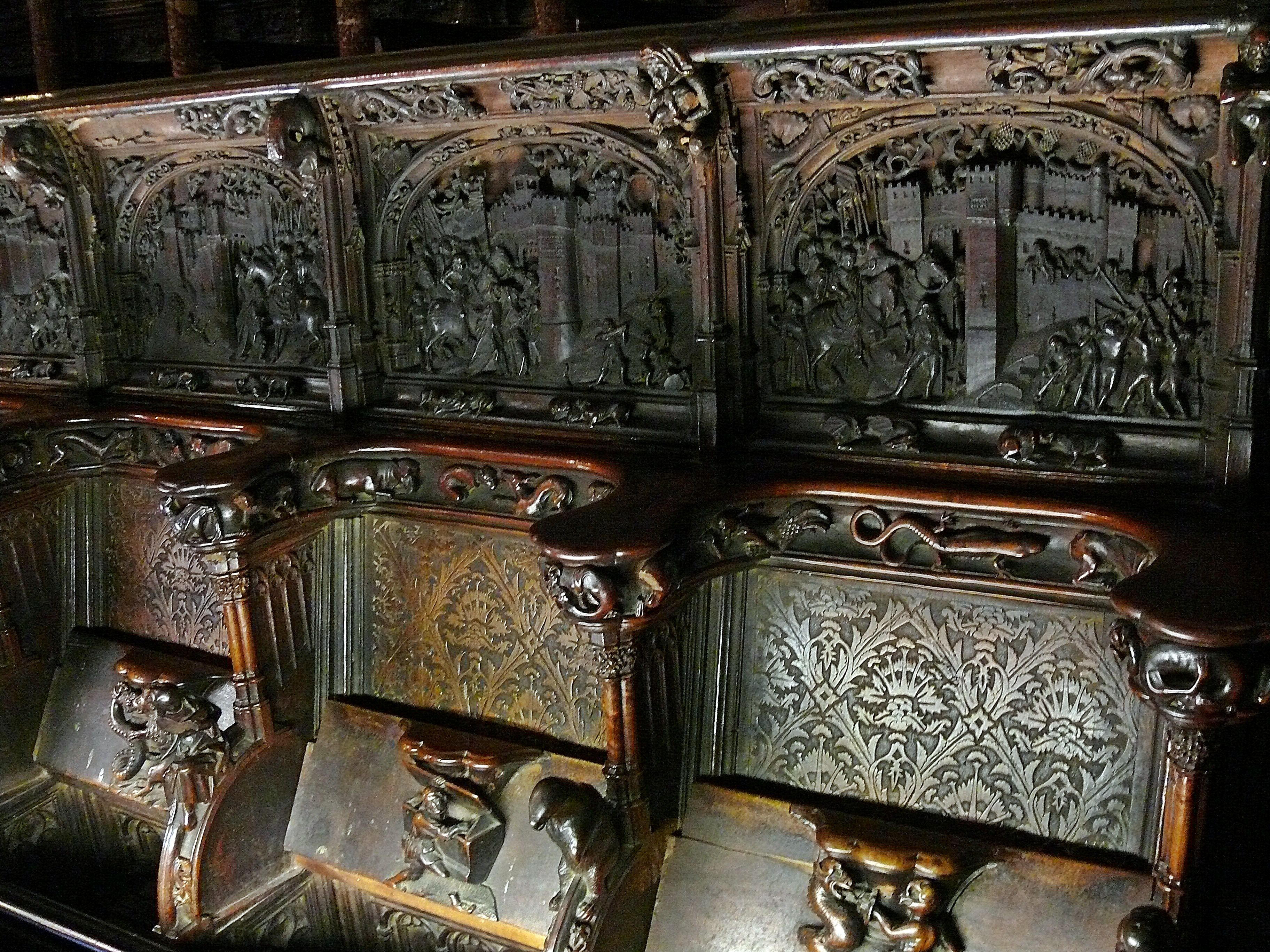
Stalles de la cathédrale de Tolède.
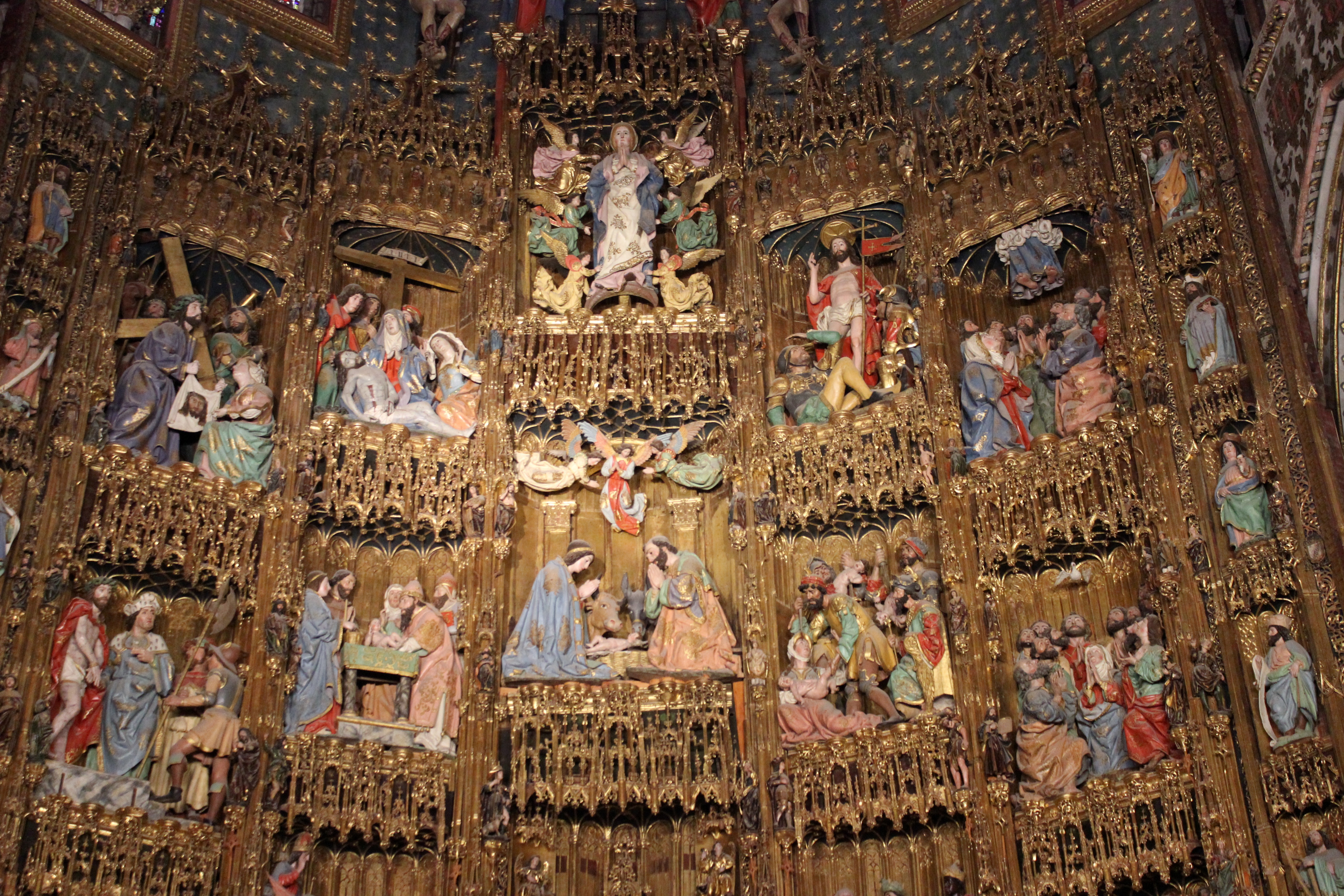
Partie du retable majeur de la cathédrale de Tolède.
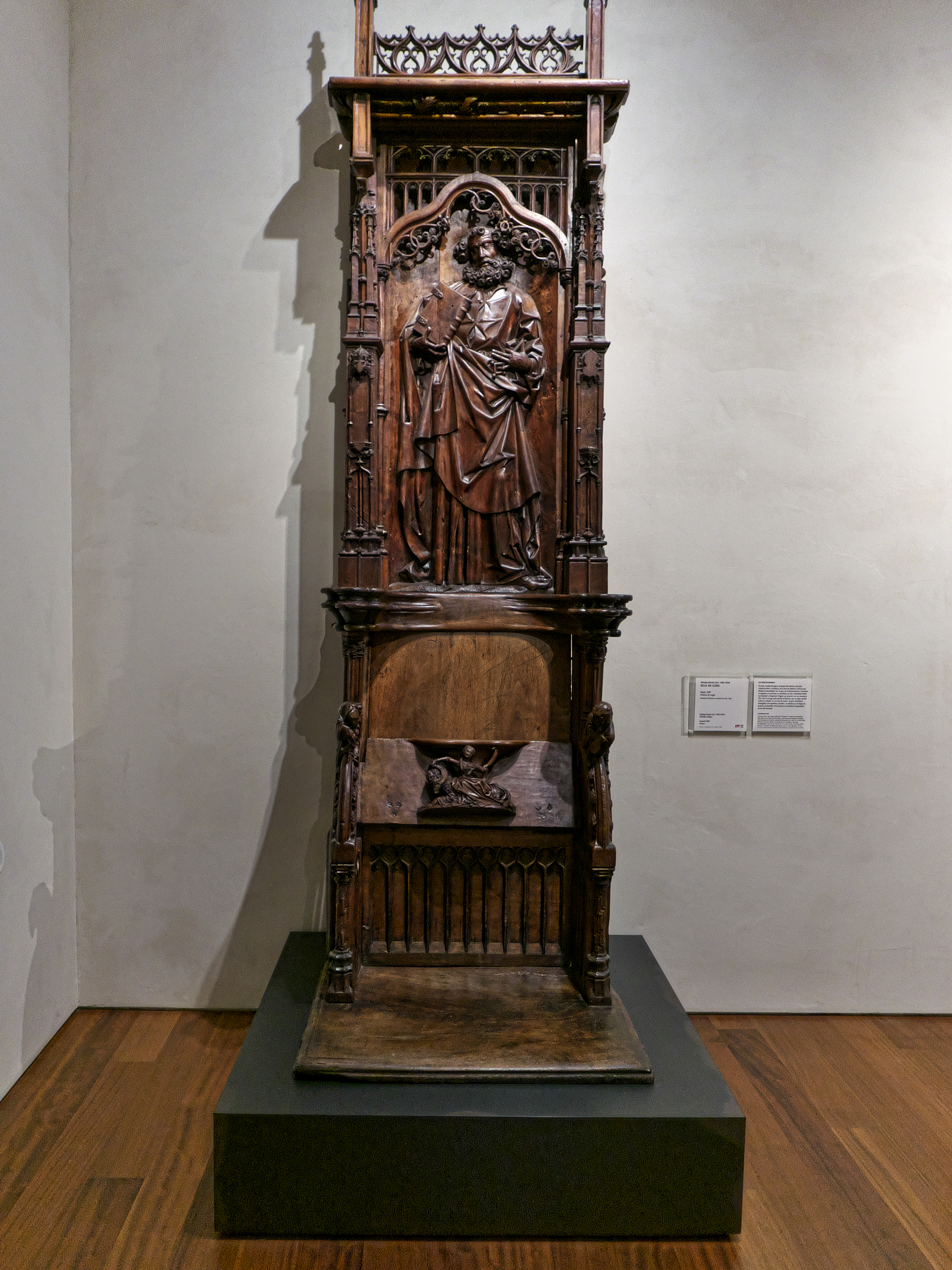
Chaise de chœur (v. 1497) provenant de la cathédrale Nouvelle de Plasencia, musée national de la Sculpture.
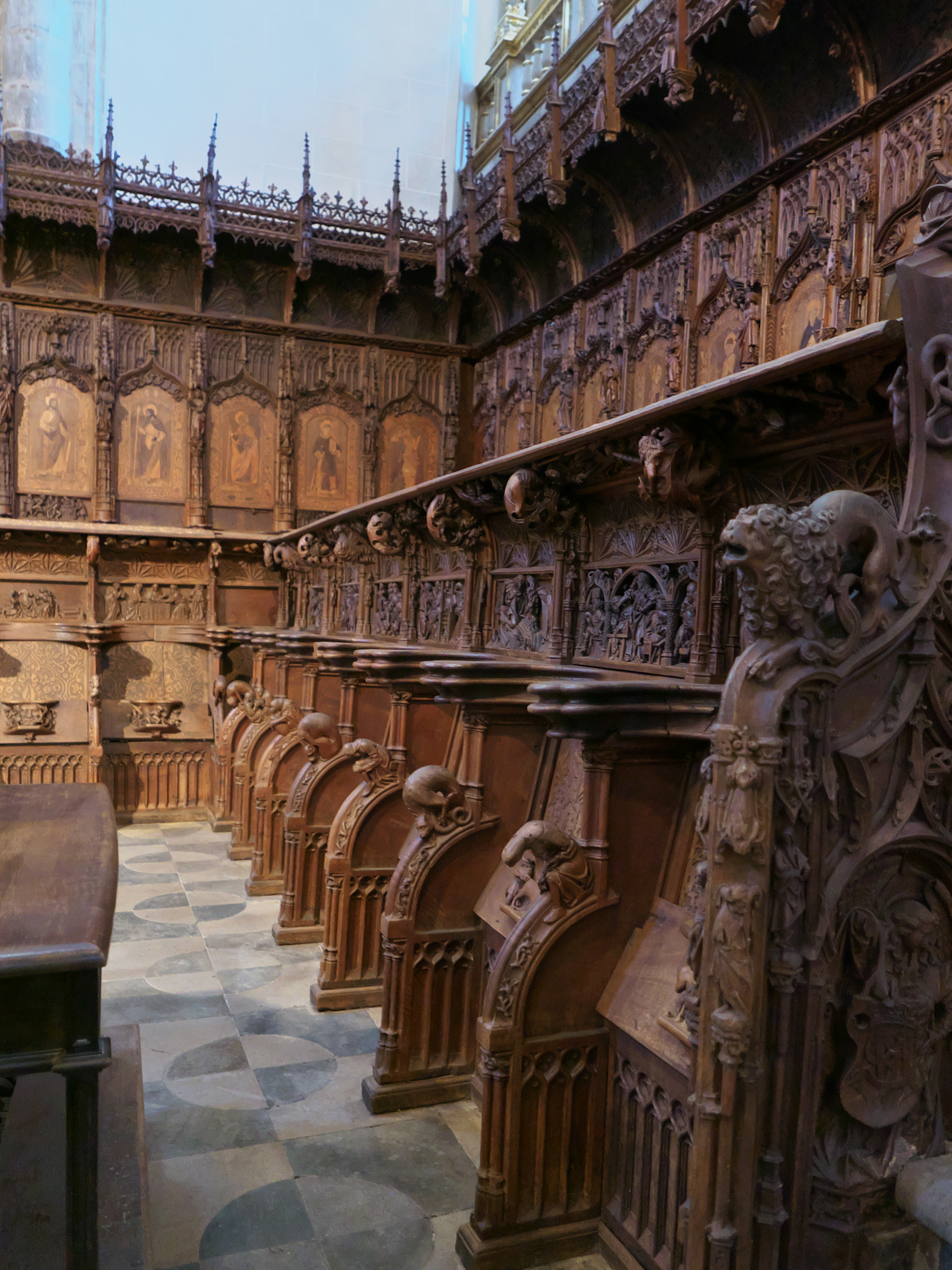
Stalles du chœur de la cathédrale Nouvelle de Plasencia.

## Source
- (de) Cet article est partiellement ou en totalité issu de l’article de Wikipédia en allemand intitulé « Rodrigo Alemán » (voir la liste des auteurs).